# Anders Frithiof
Anders Frithiof, egentligen Anders Fritiof Andersson, född 27 juli 1879 i Långserud, Sillingsfors, Värmland, död 2 februari 1957 i Slottsstadens församling, Malmö, var en svensk skådespelare.

## Biografi
Anders Frithiof började 1900 hos Hjalmar Selander vid Olympiateatern i Stockholm. 1904–1905 var han anställd hos Victor Castegren vid Stora teatern i Göteborg, 1905–1906 hos Alfred Lundberg och 1906–1907 hos Harald Sandberg. 1907–1910 försökte han sig som egen direktör och var därefter engagerad hos Allan Ryding 1911–1913, hos Knut Lindroth 1913–1915 och Vilhelm Olin 1915–1916. Han var mycket aktiv och uppmärksammades i pressen för sina roller som Goethes Faust, Tobias Raap i Trettondagsafton, Claudius i Hamlet och Ryttmästaren i Fadren. 
Efter att 1916–1922 stått i spetsen för ett eget teatersällskap blev han 1922 knuten till Hippodromteatern i Malmö. Våren 1926 lämnade han denna scen, för att därefter 1926–1929 tillhöra Skådebanan och 1929–1932 Lorensbergsteatern. Fram till 1944, då han anställdes vid Malmö stadsteater, framträdde han på flera av Stockholms största teatrar, bland annat på Dramaten, och drev egen teaterverksamhet i folkparkerna. 
Till hans mera betydande roller under senare tid märks Johan Ulfstierna i Tor Hedbergs pjäs, Swedenhielm senior i Swedenhielms, Argan i Den inbillade sjuke, Gud fader i Guds gröna ängar samt Shylock i Köpmannen i Venedig.
Anders Frithiof var från 1929 till sin död gift med skådespelaren Mabel Pettersson. Makarna är begravda på Matteus begravningsplats i Norrköping.

## Filmografi i urval
- 1923 – Janne Modig
- 1925 – Miljonär för en dag
- 1933 – Den farliga leken
- 1935 – Flickornas Alfred
- 1936 – Spöket på Bragehus
- 1937 – Ryska snuvan
- 1937 – En flicka kommer till sta'n
- 1941 – Lasse-Maja
- 1941 – Snapphanar
- 1941 – Göranssons pojke
- 1943 – Ordet
- 1944 – Kärlek och allsång
- 1944 – Mitt folk är icke ditt
- 1944 – Narkos
- 1944 – Sabotage
- 1946 – Jag älskar dig, argbigga
- 1947 – Lata Lena och blåögda Per
- 1955 – Blå himmel

## Teater

### Roller (ej komplett)
| År   | Roll                 | Produktion                                                           | Regi                 | Teater            |
| ---- | -------------------- | -------------------------------------------------------------------- | -------------------- | ----------------- |
| 1932 | Kommissarien         | Kanske en diktare Ragnar Josephson                                   | Gösta Ekman          | Vasateatern       |
| 1932 | Grosshandlare Valler | Svensson Gustaf H. Lundberg                                          | Erik Berglund        | Folkteatern       |
| 1933 |                      | Charleys tant Brandon Thomas                                         |                      | Folkan            |
| 1933 | Mårten Secretarius   | Mäster Olof August Strindberg                                        | Olof Molander        | Dramaten          |
| 1940 | Esdars               | Grå gryning (Winterset) Maxwell Anderson                             | Per-Axel Branner     | Nya Teatern       |
| 1941 | Magister Bridaine    | Lek ej med kärleken (On ne badine pas avec l'amour) Alfred de Musset | Per-Axel Branner     | Nya Teatern       |
| 1941 | Doktor Östermark     | Kamraterna August Strindberg                                         | Per-Axel Branner     | Nya Teatern       |
| 1944 |                      | Vår unge Jean de Létraz                                              | Anders Frithiof      | Malmö stadsteater |
| 1945 |                      | Hamlet William Shakespeare                                           | Sandro Malmquist     | Malmö Stadsteater |
| 1946 |                      | Sankta Johanna George Bernard Shaw                                   | Sandro Malmquist     | Malmö Stadsteater |
| 1946 |                      | Tolvskillingsoperan Bertolt Brecht och Kurt Weill                    | Sandro Malmquist     | Malmö stadsteater |
| 1947 |                      | Bortom horisonten Eugene O'Neill                                     | Stig Torsslow        | Malmö Stadsteater |
| 1948 |                      | Vår lilla stad Thornton Wilder                                       | Gösta Folke          | Malmö Stadsteater |
| 1948 |                      | Lycko-Pers resa August Strindberg                                    | Gösta Folke          | Malmö Stadsteater |
| 1952 |                      | Greve Öderland Max Frisch                                            | Lars-Levi Læstadius  | Malmö Stadsteater |
| 1952 | Farfadren            | Kronbruden August Strindberg                                         | Ingmar Bergman       | Malmö stadsteater |
| 1954 | Den Döde             | Spöksonaten August Strindberg                                        | Ingmar Bergman       | Malmö stadsteater |
| 1954 | Grosshandlare Werle  | Vildanden Henrik Ibsen                                               | Lars-Levi Laestadius | Malmö stadsteater |
| 1955 | Don Louis            | Don Juan Molière                                                     | Ingmar Bergman       | Malmö stadsteater |
| 1955 |                      | Revisorn Nikolaj Gogol                                               | Lars-Levi Læstadius  | Malmö stadsteater |
| 1956 |                      | Trojanska kriget blir inte av Jean Giraudoux                         | Lars-Levi Laestadius | Malmö stadsteater |

### Regi (ej komplett)
| År   | Produktion | Upphovsmän        | Teater            |
| ---- | ---------- | ----------------- | ----------------- |
| 1944 | Vår unge   | Jean de Létraz    | Malmö stadsteater |
| 1948 | Fadren     | August Strindberg | Malmö Stadsteater |